# Paraonis pycnobranchiata
Paraonis pycnobranchiata är en ringmaskart som beskrevs av Fauchald 1972. Paraonis pycnobranchiata ingår i släktet Paraonis och familjen Paraonidae. Inga underarter finns listade i Catalogue of Life.